# 扎西顿珠 (1899年)
扎西顿珠（1899年—1961年），藏族，西藏萨迦人，中国藏戏表演艺术家，西藏自治区藏剧团第一任团长，中国戏剧家协会第二届理事会理事。